# 스와핑: 친구의 아내
"스와핑: 친구의 아내"는 2016년에 개봉한 대한민국의 영화이다.

## 캐스팅
- 한나 : 은영 역
- 이채담 : 혜주 역
- 김철수 : 성식 역
- 민우 : 준영 역